# Hyam Maccoby
Hyam Maccoby (1924 – 2004) foi um bibliotecário, acadêmico e dramaturgo britânico, judeu, especialista no estudo da tradição religiosa judaica e cristã.
Maccoby também escreveu sobre o fenômeno do antissemitismo, antigo e moderno. Ele considerava as tradições evangélicas acusando os judeus pela morte de Jesus e especialmente sobre Judas Iscariotes (que ele acreditava ser uma fabricação da igreja gentia paulina) como sendo as raízes do antissemitismo cristão. Outros tópicos de estudo de Maccoby incluem a tradição talmúdicas e a história da religião judaica.

## Vida
Maccoby cursou Estudos clássicos no Balliol College, na Universidade de Oxford. Durante a Segunda Guerra Mundial serviu no Royal Signals. Durante sua vida profissional foi professor secundarista de inglês e depois Bibliotecário da faculdade judaica Leo Baeck College em Londres. Quando se aposentou se mudou para Leeds, onde foi colaborador no Centro de Estudos Judaicos da Universidade de Leeds.
Seu avô e homônimo foi o rabino Hyam (ou "Chaim") Maccoby (1858 - 1916), um pregador itinerante (maggid) de Kamenets, na Polônia. Seu avô foi um apaixonado sionista religioso e um defensor do vegetarianismo e dos direitos dos animais. Seu pai foi um professor de matemática em Sunderland, onde Hyam nasceu.

## As teorias de Maccoby sobre o Jesus histórico
Maccoby considerava que o retrato de Jesus apresentado nos evangelhos canônicos e a história da igreja antiga nos Atos dos Apóstolos como sendo fortemente distorcido e cheio de tradições míticas, apesar de afirmar que um retrato bastante acurado do relato da vida de Jesus podia ser inferido dali mesmo assim.
Ele argumentava que o Jesus real não era um rebelde contra a Lei Mosaica e sim um pretendente messiânico cuja vida e os ensinamentos estavam dentro do mainstream do judaísmo do século I d.C. Ele acreditava que Jesus foi executado como um rebelde contra a ocupação romana da Judeia. Porém, ele não chegou a afirmar que Jesus seria o líder de uma verdadeira rebelião armada. Ao invés disso, Jesus e seus seguidores, inspirados pela Bíblia hebraica ou os escritos proféticos do Antigo Testamento, estaria esperando uma intervenção divina sobrenatural que terminaria o jugo romano, restauraria o reino de Deus com Jesus ungido como o monarca divino e inauguraria uma era messiânica de paz e prosperidade para todo o mundo. Estas expectativas não foram realizadas e Jesus foi preso e executado pelos romanos.
De acordo com Maccoby, Barrabás, do aramaico Bar Abba, "Filho do Pai", originalmente se referia ao próprio Jesus, que era chamado assim por seu costume de chamar Deus de Abba (pai) em suas orações.
Muitos do discípulos de Jesus não perderam as esperanças, acreditando que Jesus iria ser prontamente ressuscitado por Deus e continuaram a viver na expectativa da sua segunda vinda. Este grupo continuou a existir em Jerusalém como uma seita judaica estritamente ortodoxa, sob a liderança de Tiago, o Justo.

## As teorias de Maccoby sobre Paulo
De acordo com Maccoby, o fundador do cristianismo como uma religião separada do judaísmo foi uma obra inteiramente de Paulo de Tarso. Nisto, o ponto de vista de Maccoby é fortemente baseado no de Heinrich Graetz.
Maccoby alega que Paulo era um judeu helenizado convertido ou até mesmo um gentio, advindo de um contexto exposto à influência do gnosticismo e as religiões de mistério pagãs, como o culto a Attis, um mito envolvendo uma divindade que nasce, morre e renasce. As religiões de mistério, segundo Maccoby, eram as formas religiosas dominantes no mundo helenizado da época e, assim, teriam influenciado fortemente a psicologia mitológica de Paulo.
Maccoby considerava as alegações de Paulo sobre uma educação farisaica ortodoxa como falsas, afirmando que enquanto muitos dos escritos de Paulo soavam autênticos aos iniciados, eles de fato traem uma ignorância das escrituras hebraicas e das sutilezas da Lei judaica.. Maccoby alegava que um exame do Novo Testamento é suficiente para comprovar que Paulo não conhecia nada de hebraico e que ele se baseou inteiramente em textos gregos que nenhum fariseu de verdade jamais usaria por não terem sido apropriadamente traduzidos.

## Teorias sobre a Torá
Menos conhecida na academia, as teorias de Maccoby sobre a Torá causava incômodo mesmo entre rabinos progressistas. Para Maccoby, a Torá era um conjunto de mitos para justificar práticas cúlticas sem fundamentos éticos, inclusive sacrifícios de animais. Maccoby concebia a existência de dois sistemas separados no judaísmo rabínico e na religião do Antigo Israel, um valorizando a moralidade e outro os rituais. Maccoby considerava esse aspecto ritual como proveniente de fenômenos antropológicos movidos pelo desejo de sacrifícios e rituais e os considerava inferior ao sistema ético.

## The Disputation
A peça de Maccoby  The Disputation (A Disputa ou o Debate), é uma reconstituição da Disputa de Barcelona, um confronto dramático entre o rabino espanhol Moshe ben Nachman (Nachmanides) e um espanhol convertido do judaísmo ao cristianismo, Pablo Christiani, diante do rei Jaime I de Aragão em 1263. Grande parte da peça é extraída do relato de Nachmanides sobre a disputa. A peça foi amplamente apresentada e foi transmitida pelo Canal 4, estrelada por Christopher Lee e Toyah Willcox.

## Recepção das teorias de Maccoby
A recepção acadêmica das opiniões de Maccoby sobre Paulo e o cristianismo geralmente negativa. John Gager, da Universidade de Princeton, revisou The Mythmaker (1986) na Jewish Quarterly Review (1988) descrevendo parte da tese de Maccoby como "leitura perversa e errada" e concluiu "Portanto, devo concluir que o livro de Maccoby não é uma boa história, nem mesmo história. "  Skarsaune (2002), referenciando o trabalho de Maccoby e a teoria de que Paulo representa um Cristianismo totalmente diferente daquele da comunidade primitiva em Jerusalém, escreve que" Atos não fornece nenhuma evidência para substanciar esta teoria. "  James DG Dunn (2006) descreve o renascimento das acusações de Graetz por Maccoby de que Paulo era um gentio como "uma lamentável reversão a polêmicas mais antigas". A continuidade das acusações de Graetz também é observada por Langton (2009), que contrasta a abordagem de Maccoby com adeptos de uma visão de "construir pontes", como Isaac Mayer Wise, Joseph Krauskopf e Claude Montefiore, mesmo que compartilhem alguns detalhes da crítica polêmica acerca de Paulo. Apesar dessa rejeição acadêmica, os escritos de Maccoby encontrou aceitação em círculos anti-religiosos e teóricos da conspiração.

## Livros
- The Day God Laughed: Sayings, Fables and Entertainments of the Jewish Sages (com Wolf Mankowitz, 1973)
- Revolution in Judea: Jesus and the Jewish Resistance (1973)
- Judaism on Trial: Jewish-Christian Disputations in the Middle Ages (1981)
- The Sacred Executioner: Human Sacrifice and the Legacy of Guilt (1983)
- The Mythmaker: Paul and the Invention of Christianity (1986)
- Early rabbinic writings (1988)
- Judaism in the First Century (1989)
- Paul and Hellenism (1991)
- Judas Iscariot and the Myth of Jewish Evil (1992)
- A Pariah People: Anthropology of Anti-Semitism (1996)
- Ritual and morality: the ritual purity system and its place in Judaism (1999)[16]
- The Philosophy of the Talmud (2002)
- Jesus the Pharisee London, SCM, (2003)[17]
- Maccoby contribuiu com um ensaio em The Jewish World: Revelation, Prophecy, And History editado por Elie Kedourie (2003)
- Antisemitism and modernity: innovation and continuity (2004)